# Sigapatella superstes
Sigapatella superstes is een slakkensoort uit de familie van de Calyptraeidae. De wetenschappelijke naam van de soort is voor het eerst geldig gepubliceerd in 1958 door Fleming.